# 巨娘
『巨娘』（きょむすめ）は、木村紺による日本の漫画作品。『月刊アフタヌーン』（講談社）にて、2007年1月号から9月号まで隔月連載された。完結したわけではなく「油断したころに載ったりする」と告知され、2008年11月7日創刊の隔月誌、アフタヌーン増刊号『good!アフタヌーン』創刊号にて連載再開。以後、不定期で掲載されたものの20号を最後に長期間掲載されなかったが、2016年4号より連載再開し、以降は毎号連載で2018年1号まで連載された。単行本全5巻。
同作者の『神戸在住』連載中に2度読み切りで掲載され、『神戸在住』との大きな作風の違いで読者を混乱させた、とされる（『月刊アフタヌーン』連載化告知より）。

## 主要登場人物

### 鳥吉4号店
ジョー
本作の主人公。リューの実姉。身長181cmの大柄な体格の持ち主で、歩くと「ズーン、ズーン」という地響きがする。工業高校の出身。現在は三鷹台のアパートに居住。
焼き鳥チェーン店「鳥吉」4号店（池袋店）の店長。鳥吉関係者からは「力のジョー」と呼ばれる。炭酸ガスボンベ1本と、業務用の生樽2つを同時に軽々と運べる腕力を持ち、軽く殴るだけで成人男性を4mほど吹っ飛ばす。最大の記録は、金を無心に来た堀伊部を池袋の店の前から板橋区を越えて埼玉県内まで吹っ飛ばした時のもの（非公式ながら世界記録らしい）。
かなりのモテモテさんで、付き合った男の数（ジョー側から一方的に襲い掛かったものも含めて）は20人以上であるが、現在、千鶴から紹介された美樹と同棲中。可憐な美樹を溺愛しており、自らの欲望に極めて忠実。隙があろうがなかろうが、プライベートであろうが公の場であろうが関係なく大胆かつ遠慮なく美樹にセクハラをよく仕掛けている。
破天荒な性格だが仕事に関しては極めて真面目で、怠け者や結果を出せない者には厳しく、「出来ればよい」という結果主義者。半端な仕事はしないと決めており、他社で働く千鶴の勤務状況を聞くとその場で具体的な条件を出して引き抜こうとするなど手も早い。
高卒で鳥吉に入社したが、その際の研修でタケルからやり方を口頭で聞いただけで鳥を締めた度胸の持ち主。
トオル
鳥吉4号店の主要メンバーの一人で、調理場を担当している。すべての料理を大きな中華包丁1本でこなす。身長172cm。一見細身の男性にも見えるが、女性。
法や社会に対する規範意識と言うものをまるで持たない性格であり、作中では「埒外（らちがい）」と称される。ジョーの部下の中では最古参だが、客に対しても横柄な態度を取るため基本的に接客業務には一切関わらない。その代わり調理に関しては「2人分以上の仕事ができる」とジョーに評価されている。
几帳面なタケルとの相性は最悪で、寄ると触ると衝突を起こしている。
「強者」に対して異常に執着し、情念を昂らせる性質。渋谷のクラブハウスで女性ファイターとして名を馳せていた頃に、自分を二度に渡ってKOした相手がジョーにあっさり叩きのめされる光景を目撃し、ジョーに対する興味から鳥吉のバイト面接を受けた。ジョーに心服しつつも、いつかジョーを「食う」べく、常に機会を狙っている。その一環として、美樹を拉致して襲おうとしたこともある（ジョーをおびき出すためのエサとしての拉致だったが、その後も本当に美樹自身を「味見」しようと狙っているらしい）。
一方、在学中に司法試験に合格するほどの頭脳の持ち主であり、料理の提供までの時間を秒単位で把握できる特技を持つ。上述のファイター時代から鳥吉のメンバーになるころは司法研修期間中で、合法的にはバイトが出来ないため偽造した身分で生活していた。人呼んで「悪魔的頭脳の持ち主」。色々な状況に「最終兵器」としてジョーに投入されることが多い。
ファイター時代には脱法ドラッグの売人でもあったが、自身は薬物に過剰に反応する体質で、ビール1口で1時間昏倒し、風邪薬1回分で5時間ほどせん妄、たばこ1本で15分ほどターボスイッチが入る。そのため、いつもメンソールたばこ（スーパーライト）をくわえているが、火をつけることはめったにない。
店でトラブルを起こす困った客などと戦う時の得物は、調理に使う中華包丁か、トイレ用のキュッポン。
ポン子（ぽんこ）
本名・幕の内ポン子。頭の左右の髪を縦ロールにしている。高円寺に居住。
鳥吉4号店の主要メンバーの一人だが、仕事ぶりは最悪。食材廃棄率、食器破損率、クレーム発生率を1人でガンガン上げ、しかもジョーに怒鳴られない日はないほどよくサボる。開店前準備では、椅子の脚拭き（塩素系洗剤を使用、いわゆる3K相当の作業）の担当。
幼馴染であるトオルに紹介されて鳥吉4号店に来たが、初日にジョーに逆らって鉄拳制裁を食わされ、2日目は（初日の一件でクビになったと思い込み）店に行かず自宅にいたところへジョーの強襲を受け、結局強制的に鳥吉での仕事を続けさせられることになる。しかも後から入ったサチが先にホールの責任者になってしまう。
敬語が使えないタイプの人間で、過去のバイトはいずれも最低の働きぶりですぐ辞めている。トオルが彼女を連れてきた理由の一つは、ジョーに根性を鍛え直させるため。ジョーに対しては畏怖の感情を抱いており基本的には従順だが、あまりにぞんざいな扱いを受けて逆切れし、殴りかかる事もある。が、必ず返り討ちに合った上、周囲の人間が青ざめるような凄惨な仕置きを受ける。
サチ
鳥吉4号店の主要メンバーの一人で、ポン子に続きトオルの紹介で入った。清楚な黒髪ロングの美人で、仕事は丁寧かつ接客態度も良好なことから（ジョーからは「高級感ある接客」と評価されている）採用後1週間でホール総責任者に抜擢された。ジョーからは一番信頼されている。トオルとポン子とは小学校から高校まで同じ学校を進み、家も近かった古馴染である。
高校から付き合っていた彼氏と大学3年時に失恋し、大学卒業後に勤めた大手証券会社で研修担当の社員からストーカー行為を受けたことで、かなりの男性不信に陥っていたが、鳥吉入社後に本店研修後のあるできごとから、少しずつ変わっていく。
タケルに想いを寄せていて、タケルに接近する女性がいると「メデューサ」と化して威嚇する。後にジョーが(かなり乱暴な方法ながら)仲を取り持ったことで、正式な交際を始める事になった。

### ジョーの関係者
美樹（よしき）
ジョーの現恋人。千鶴の兄。れっきとした成人男性だが、少女と見紛うほど美しく純真可憐な本作品のヒロイン (?) で女装がとても似合う。非常に小柄（ジョーとの身長差は30cm程度）。
年齢はジョーよりも上で、実はタケルと同い年。
非常に大人しく奥ゆかしい性格。言動がモジモジしている。自分に手を上げた堀井部にすら同情して救いの手を差し伸べようとする優しさの持ち主。高校は男子校で、男に非常にもてたらしいが、純潔を保ったかどうかは定かではない。現在もリューと仲良くして「可愛い」と言われたりしては、妹の不興を買っている。
千鶴に連れられていった酒の席でジョーに惚れてしまい、千鶴を介して交際を始める。
アニメ制作関係の仕事をしている。
千鶴（ちづる）
小悪魔系の女の子。OL。リューの彼女。兄の美樹をジョーに紹介した。現在、高校在学中から交際しているリューと同棲中。さっぱり気質だが計算高く、実質リューを完全に尻に敷いているが、本当は彼女の方がかなり惚れていたりする。
ジョーとは気が合い、ジョーからは具体的な条件を提示の上、鳥吉への転職を誘われている。
リュー
ジョーの弟。千鶴の彼氏。学業優秀な大学生。身長179cm。おおらかかつ穏やかな性格の好人物。姉のジョーの事は「お姉ちゃん」と呼ぶ。

### 鳥吉関係者
タケル
鳥吉本店（新宿店）の副店長で、実質的に店の運営をすべて任されている。真面目な好青年で、鳥吉に来る前は料亭で修行していたので料理の腕もよい。
鳥吉関係者からは「力のジョー」に対し「技のタケル」と呼ばれる。
ジョー、青山とは同期入社。過去、思いつきでジョーにプロポーズした経緯がある。精悍なイケメンである為女性からはかなりもて、サチから真剣な好意を寄せられているが、気づいていない。実は若いころに変な女性と付き合って苦い思いをした経験があり、そのせいでしばらく女性不信に陥っていた様子。他人からの好意に鈍感なのも、思いつきでジョーにプロポーズしてしまったのもその時のトラウマが原因のようである。
美樹と同い年だが、そう聞かされた時はかなり狼狽していた。
左膳（さぜん）
鳥吉グループの社長にして本店の店長。髪はオールバックでサングラスを愛用する。
経営センスはイマイチで、一度会社をつぶした前歴あり。無一文で故郷に戻ったところ、地元の名士に「ボンクラ息子（金具志）を引き取る」という条件で資金を出してもらい、鳥吉を創設する。良くも悪くも情に厚いところがあり、不採算部門だと分かっていながらなかなか3号店の改革に取り組まなかったり必ずしも鳥吉の客層と合っていない場所への5号店の出店等につながっている。
ニッシー
本名不明。鳥吉2号店の店長兼鳥吉本社の経理担当。鳥吉創設以前から左膳を支える。
眼鏡をかけた真面目そうな風貌の人物だが、若いころは暴走族だったらしい。
金具志（かなぐし）
グループ3号店、というか「とり吉」（タマ川競艇場前店）の店長。左膳に資金を提供した名士の次男。
ギャンブル好きのボンクラで、鳥吉創設の経緯から左膳が強く出られないのを良いことにサボり放題、ついに3号店（鳥吉グループのイメージ低下になるため3号店とは表記しない上、店名も微妙に変えられている）の店長として隔離された。当然のごとく3号店は一度も黒字になったことがなく、ジョーからは店長会議のたびに「3号店はつぶせ、金具志はクビにしろ」と言われる始末。
生活も放漫だったようで、店で突然倒れて入院。ヘルプに入ることを条件に一切の権限を任されたジョーにより、退院後は店ともども完全監視下に置かれ、それまでの放漫人生を後悔するハメになっている。
青山（あおやま）
鳥吉5号店（早稲田駅前店）の店長。気弱な性格で店長会議でもほとんど発言しない。ジョー、タケルと同期入社。大阪出身（ただし、ジョーからは「大阪人としての価値がまったくない」呼ばわりされている）。
入社直後の研修でジョーたちと共に山奥へ連れて行かれ、5人の新人のうちジョー・タケル以外の2人から一緒に逃げようと誘われたが、逃げることすら怖く結局会社に残った。営業成績はカツカツ。
五島（ごしま）
2号店の調理担当。短髪で頑固そうな職人風の風貌。料理研究に熱心で、店長会議には開発中の新メニューを持ち込み、ジョーたちに意見を求める。
保背（ほせ）
左膳社長の知人で、鳥吉グループでのクレーム処理のアドバイザー。
小柄でサルを思わせる風貌だが、巡査から公安までたたき上げ、現警視総監とサシで飲む仲。組関係者への影響力も絶大という、見かけによらない人物。
ただ、飲むとやたら長い昔話を、しかも何度もするのが玉にキズ。
播磨魚（はりまお）
5号店のバイト頭。すべての業務に通じる鳥吉グループ屈指の万能トレーナー。
有能だが性格に難があり、野球に駆り出された際にはふくれっ面で不満たらたら、ついには途中で帰ってしまった。
後に、接客のまずさと部下（バイト）の管理不徹底からクレーム騒ぎを起こしバイトを解雇されるが、能力の高さを買われ、正社員として再出発することに。

### とり吉の常連
金具志のギャンブル仲間。金具志と共にとり吉（3号店）に入り浸り、経営を傾かせた元凶。ジョーの3号店手入れにより駆逐された。
ソボティー
ヒゲ面に逆さ八の字眉毛という、泥棒そのものの風貌。大皿料理を無断で食べたり、何かと難癖をつけてはタダで飲み食いする困った人。あだ名の由来は粗暴だから。
秋田出身。学生時代は卓球選手で、得意技はラケットで無数のパチンコ玉を打ち込む「ジャコビニ流星サーブ」。
倒れた金具志に代わり店に入ったトオルにケンカを売り、店の前で対戦するが、偶然ながらも攻撃がジョーに当たってしまい、タマ川競艇場の競艇池にまで殴り飛ばされて文字通り轟沈した。
ゴンちゃん
丸い目にカーリーヘア。無精ヒゲ風の薄いあごひげを少し生やしている。
ポロっち
長髪で、後ろでしばっている。線目で貧乏くさい口ひげを生やしている。
サエぷー
坊主頭に線目。

### その他
安寺（あでら）
鳥吉4号店の常連客らしいオヤジ。カツラ（毛ヘル）をつけている。店以外でも街中でのジョーとの遭遇率が高いが、出会うたびにジョーの当て身を食らっている（ジョーは気づいていない）。名の由来はカツラメーカーの「アデランス」。
店で大声で注文する時や、ジョーに当て身を食らった時などは、カツラがジャンプする。
驢馬 十出二朗（ろば じゅうでにろう）
ポン子のちょっとした失態を口実にクレームをつけて、他所の組の縄張りである鳥吉4号店から金をゆすり取ろうとしたヤクザたちの親分。
ジョーとトオルの埒外巨娘コンビには勝てず、舎弟ともども敗退。
堀伊部（ほりいべ）
ジョーの19番目にして、美樹と付き合う直前の彼氏。フリーター。埼玉県在住。
ジョーに金の無心をしたために殴り飛ばされ、フラレた上に全治2週間のケガをした。
あきらめきれずにまたジョーに借金しようとしたところ、美樹に手を上げたことがバレて「ポリープ」呼ばわりされた上、まずはパルコビルにバウンドしてサンシャインビルの屋上へ飛ばされ、懲りずに夜にまた店に顔を出したところを、今度は埼玉県内までぶっ飛ばされた。
本屋鋤（ぽんやすきー）
サチの元カレ。高校時代から大学3年までのつき合いだった。
細身でやや思い込みの強い性格だが、それなりに誠実。
サチよりもサクージ教授（男性）との恋を選んでしまい、サチの男性不信の元となった。
シャリーフ＝アブダラダーラ・サクージ
サチや本屋鋤が通っていた大学の教授。男性。エヂプト考古学者。顔は水野▲郎に似ているが、名の由来は吉村作治らしい。
本屋鋤をあっちの世界へ連れて行ってしまった人。
ルー大河内（ルーおおこうち）
サチが就職した証券会社の上司。度重なるストーカー行為により、サチが人間不信に陥る原因となった。カンガルーの姿で描かれている。
トオルの手厚い説得 (?) を受け、職を捨てて故郷に逃げ帰った。
カーロス白清（カーロスしらきよ）
白清グループの社長。リーゼントにヒゲ、オカマ言葉の暑苦しい男。
かつて左膳の部下だったが喧嘩別れし、現在では首都圏に50超の店舗を持つ鳥吉の商売敵。
鳥吉グループに対し野球で勝負を挑むが、ジョーの力技とトオルの埒外パワーにより敗退する。
ウコ白清（ウコしらきよ）
カーロスの娘。ケバい化粧とギャル言葉が、親譲りの大顔に不釣合いな女。
白清グループ最大規模を誇る池袋店を任され、ジョーたちへの敵意を露にする。
ビラ配りをしていたポン子らにからむが、駆けつけたジョーによって、取り巻きのホスト崩れ共々返り討ちにあう。
大高カントク
美樹が所属するアニメ制作会社「スタジオ アジア軒」の社長。
かつては「ポストパヤオ」と呼ばれたほどのアニメーターだった。
が、いまや作風は古く作品は失敗続き、会社は億を越える借金を抱え、その上酒と女にだらしなく妻は離婚、子供からは本気で憎まれているという、人生曲がり角のがけっぷち。しかもその借金の一部を「あまり筋のよくない金融機関」から借りているようで今や命の危機にまでさらされている。
ジョーに無理矢理更生させられるがまだ完全に危地は脱していない。
権藤さん
カントクの元妻で、今は別会社の製作進行。
本人曰く｢もう愛はない｣そうだが、なぜか別れた夫の辞めた会社によく出入りしている。
イナバ
美樹の同僚。
真性ペドフィリアで、その趣味丸出しの同人誌を製作。美樹にも協力させようとするが、ジョーの怒りを買って会社の窓から叩き出される。しかし、ジョーの怒りは粗雑な鉛筆作画本で商売しようとするイナバの安易な姿勢に向けられたもので、内容そのものはまったく無問題、むしろ大歓迎とのこと。
公園で歌ってるお兄さん
ボンゴレ
キツネ
犬の散歩のイベントのおっちゃん
右線審

## 書誌情報
- 木村紺『巨娘』講談社〈アフタヌーンKC〉、全5巻
  1. 2007年12月21日発行（同日発売[2]）、ISBN 978-4-06-314478-9
  2. 2012年3月7日発行（同日発売[3]）、ISBN 978-4-06-387811-0
  3. 2016年11月7日発行（同日発売[4]）、ISBN 978-4-06-388202-5
  4. 2017年6月7日発行（同日発売[5]）、ISBN 978-4-06-388266-7
  5. 2018年1月5日発売[6]、ISBN 978-4-06-510727-0